# 聂拉木松田鼠
聂拉木松田鼠（学名：Neodon nyalamensis）一种于中国西藏聂拉木县发现的啮齿动物，隶属于仓鼠科亚洲松田鼠属。

## 形态特征
模式标本头体长106毫米，尾长46毫米，重36克。毛皮呈灰色，略带淡黄色。毛发细长，腹毛比背毛颜色浅，背腹分界不明显，腹毛黑灰色。触须大部分为白色，少数为黑色。尾背黑灰色，尾腹浅灰白色，尾端毛略长。